# Omphalophana antirrhinii
Omphalophana antirrhinii är en fjärilsart som beskrevs av Jacob Hübner 1800/03. Omphalophana antirrhinii ingår i släktet Omphalophana och familjen nattflyn. Inga underarter finns listade i Catalogue of Life.